# Cloud Nothings
Cloud Nothings je americká indie rocková skupina pocházející z Clevelandu, Ohio. Kapelu založil zpěvák-skladatel Dylan Baldi. Skupinu tedy tvoří zpěvák a kytarista Dylan Baldi, bubeník Jayson Gerycz, kytarista Joe Boyer a na basovou kytaru hrající TJ Duke.
Počátky kapely sahají až do roku 2009, kdy Dylan Baldi začal sám nahrávat vokály a doprovodné instrumenty ve sklepě, v domě svých rodičů.
Skupina vydává svoji tvorbu pod Washingtonskou nahrávací společností Carpark Records. Jejich zatím poslední album nazvané Here and Nowhere Else bylo vydáno 1. dubna 2014.

## Historie skupiny

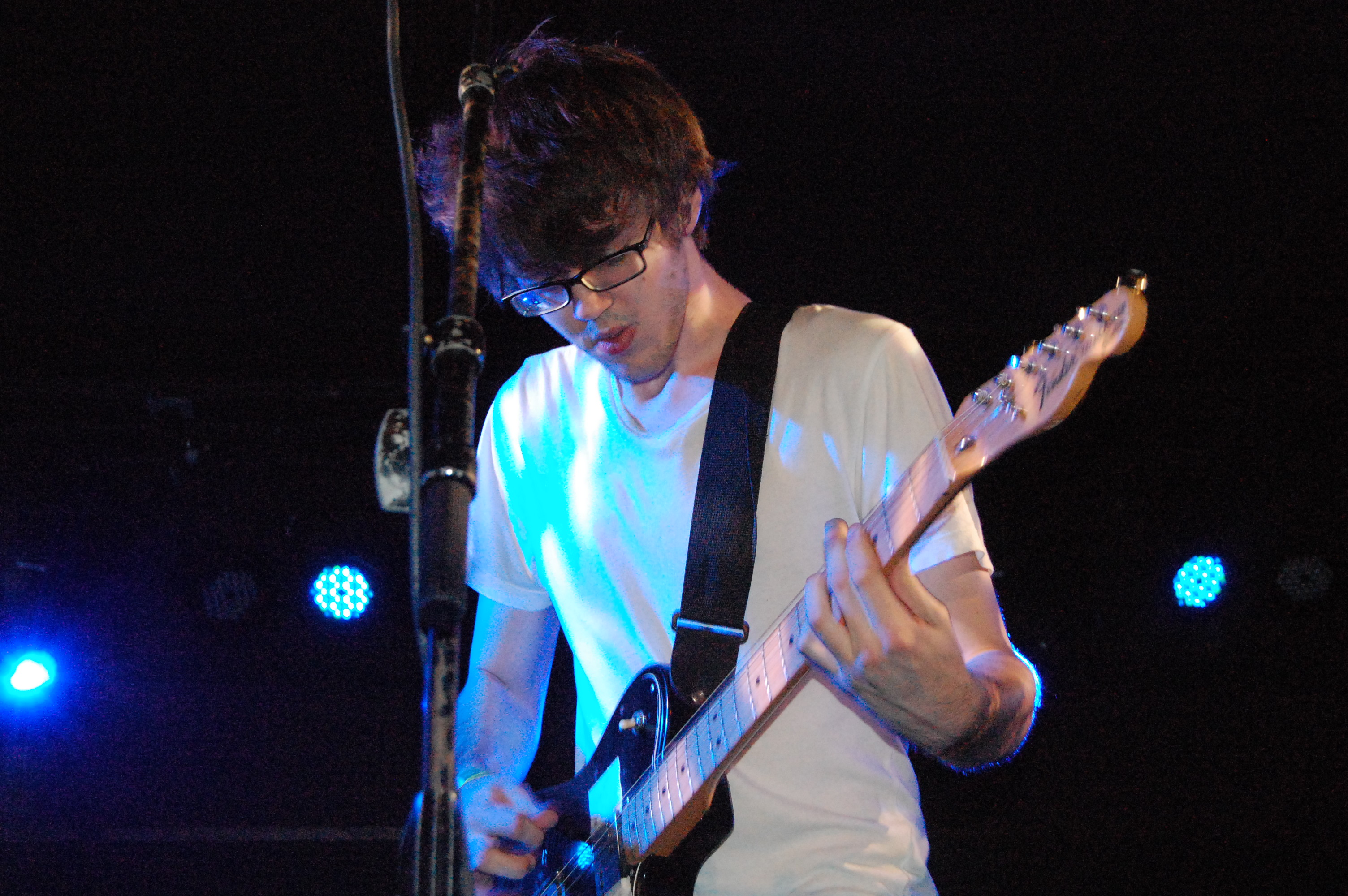
Dylan Baldi

V roce 2009 strávil Dylan Baldi první semestr svého studia na Case Western Reserve University v Clevelandu hrou na saxofon a pravidelným koncertováním. O víkendech jezdil do domu svých rodičů, kde ve sklepě nahrával svoji hudbu. Později založil několik falešných kapel, kterým dokonce vytvořil profil na stránkách Myspace a na které umisťoval svou originální hudbu. Vše dělal pro svou „osobní potěchu a aby zjistil, zda dokáže napsat lepší song, než jaký napsal naposledy.“ Jednou z těchto falešných kapel byla i kapela nazvaná Cloud Nothings.
O hudbu právě této skupiny projevila zájem společnost Bridgetown Records, která Baldimu nabídla smlouvu na nahrání prvního EP Turning On. Krátce po vydání tohoto EP byla kapela oslovena undergroundovým promotérem Toddem Patrickem, který kapele nabídl vystoupení v Market Hotelu v Brooklynu, kde spolu s nimi vystoupily i kapely Woods a Real Estate. Tato nabídka donutila Dylana Baldiho shromáždit kapelu, která by v prosinci roku 2009 vystoupila.
Po uvědomění si možného úspěchu, opustil Baldi univerzitní půdu. Spolupráci s producentem Chesterem Gwazdou vydal v lednu roku 2011 CD s názvem Cloud Nothings. Album ihned obdrželo příznivé recenze. Pitchfork Media dal tomuto albu 7.9 bodů z 10 a napsal: „Výsledkem je další fantastický krok kupředu, který se ale neobešel bez pár chybiček.“ Britský časopis NME ohodnotil album 7 body z 10 a napsal: „Cloud Nothings je zábavný, bouřlivý a řízný debut“.
Třetí album skupiny nazvané Attack On Memory vyšlo v lednu roku 2012. Je to první album roku 2012, které získalo status „Best New Music“ na serveru Pitchfork.com.
Od prosince 2012 pracuje kapela na svém již čtvrtém albu. Ve srovnání s deskou Attack On Memory bude nové album „více hlučné, méně melodické a méně přímočaré a přinejmenším jedna skladba bude svým zvukem připomínat kapelu Wire“, sdělil Baldi v rozhovoru. Toto album, nazváno Here and Nowhere Else, bylo vydáno 1. dubna 2014.

## Diskografie

### Studiová alba
- Turning On — 2009 (Bridgetown Records); 12. říjen 2010 (Carpark Records)
- Cloud Nothings — 25. leden 2011 (Carpark Records)
- Attack on Memory — 24. leden 2012 (Carpark Records)
- Here and Nowhere Else — 1. duben 2014 (Carpark Records)[11]
- Life Without Sound - 27. leden 2017 (Carpark Records)

### Singly
- „Didn't You“ — 2010 (Old Flame Records)
- „Leave You Forever“ — 2010 (True Panther Sounds)
- „No Future/No Past“ — 2012 (Carpark Records)
- „Stay Useless“ — 2012 (Carpark Records)
- „Here and Nowhere Else“ — 2014 (Carpark Records)